# Сребирна (озеро)
Сребирна (Сребърна) — прісноводне озеро в Болгарії, розташоване на річці Дунай, найбільше прибережне озеро в країні, охоронюване природне місце національного та міжнародного значення.
Розташоване в західній частині Айдемирської низовини на північний схід від села Сребирна та за 16 км на захід від Сілістри. Його глибина коливається від 0,7 до 2 м, а площа 2-2,5 км 2. Площа водозбірного басейну озера 402 км2 . Живиться карстовими водами з річки Дунай через природний зв'язок — канал Драгайка і Добруджанське плато.
Периферія поросла болотистою та водолюбною рослинністю. В озері гніздиться 221 вид птахів, 19 з яких занесені до Червоної книги Болгарії.
Природничий музей біля озера був відкритий у 1983 році, коли біосферний заповідник «Сребарна» було внесено до списку всесвітньої природної та культурної спадщини ЮНЕСКО.